# Оссолинский, Виктор Максимилиан
Виктор Максимилиан Оссолинский (пол. Wiktor Maksymilian Ossoliński; 10 сентября 1790, Рудка — 27 сентября 1860, Варшава) — польский помещик, офицер армии Великого герцогства Варшавского и Царства Польского, активист Патриотического общества и Сельскохозяйственного общества.

## Биография
Представитель польского дворянского рода Оссолинских герба «Топор». Единственный сын последнего каштеляна подляшского Юзефа Каетана Оссолинского (1758—1834) и Марии Барбары Залесской (1760—1813).
В 1808—1809 годах Виктор Максимилиан Оссолинский служил в 1-го полка конных стрелков Герцогства Варшавского. В 1809 году он назначен подпоручиком и адъютантом князя Юзефа Понятовского, с которым участвовал в военной кампании против Австрийской империи в Галиции. В 1810—1815 годах — поручик, а с 1811 года — капитан, с 1812 года — майор 14-го кирасирского полка, с которым прошел Русскую кампанию 1812 года. В 1812—1814 годах он находился в российском плену, начиная с 1815 года командовал эскадроном 5-го полка конных стрелков армии Царства Польского. В 1818 году получил чин подполковника. В 1819 году уволился с военной службы. В 1820 году он перевел и издал произведение «полевая кавалерийская служба» (Варшава, 1820) Фридриха Вильгельма фон Бисмарка (1783—1860) из области военной тактики.
Начиная с 1820-х годов он был масоном, членом масонской «Братья Едины», а затем в 1821—1826 годах — активист Патриотического общества. Поддерживал контакт от имени лидеров организации — Центрального отдела с филиалами общества на Волыни, Подолье и Украине. В 1823—1825 годах связывался от имени Патриотического общества с русскими заговорщиками — членами Южного общества декабристов, в основном с Николаем Раевским, Сергеем Муравьевым-Апостолом, Михаилом Бестужевым-Рюминым. Он также передавал лидерам Патриотического общества инструкции генерала Карла Князевича, переданные в 1825 году из Дрездена. В феврале 1826 года вместе с другими членами Патриотического общества был арестован и заключен в монастыре кармелитов в Варшаве, потом в течение некоторого времени в Санкт-Петербурге. В расследовании, проводимом в 1826—1827 годах специальным следственным комитетом, а с 1827 года — представителями сеймового суда, он подвергался неоднократным допросам, на которых вел себя достойно и ответственно. В 1828 году приговором суда в Санкт-Петербурге был осужден на год в крепости и пожизненный надзор полиции.
Помещик, владелец имений Рудки, Оссолина, Чернякува и дворца на улице Тломаце в Варшаве. Эти владения он завещал представителю другой линии рода, Ежи Виктору Оссолинскому (1850—1912). Член сельскохозяйственного общества в Царстве Польском в 1858 году. Он был автором статей в «Библиотеке Варшавской». Член-корреспондент Галицкого сельскохозяйственного общества (1859—1860).
Он был похоронен в костёле св. Антония Падуанского в Чернякуве. Его портрет находится в коллекции Национального Музея во Вроцлаве. Опубликовал "Воспоминания Подляшья. О историческом урочище под названием «Кумат», Варшава, 1848 год.

## Награды
За галицкую кампанию Виктор Максимилиан Оссолинский был награжден золотым крестом Ордена «Virtuti Militari» (1809), за русскую кампанию — Орденом Почётного легиона (1812).

## Семья
После развода родителей Виктор Максимилиан оставался с отцом в имении Рудка под Белостоком. Мать и сестра Констанция жили в поместье Реёвец под городом Хелм. Он был племянником Яна Онуфрия Оссолинского (1760—1812). Он женился в 1821 году на художнице цветочных композиций Софье Ходкевич (1803—1871). Она была дочерью графа Александра Франтишека Ходкевича (1777—1838) и Каролины Терезы Татьяны Валевской (1778—1846). Брак Виктора Максимилиана и Софии Ходкевич не был успешным, и после отъезда Софии в 1826 году они жили в фактическом разводе. У них родилась единственная дочь Ванда Софья Оссолинская (1822 — 29 октября 1907), которая дважды была замужем. Её первым мужем с 1848 года был граф Томаш Александр Адам Потоцкий (1809—1861), с 1875 года вторым браком вышла замуж за князя Станислава Яблоновского (1799—1878).
На момент смерти Виктор Максимилиан Оссолинский был последним мужским потомком линии рода, начатой стольником и хорунжим любельским Прокопом Оссолинским (? — 1551).